# Tankrabatt
Tankrabatt ist die umgangssprachliche Bezeichnung für eine vom 1. Juni bis zum 31. August 2022 befristete Senkung der Energiesteuer auf Kraftstoffe in Deutschland durch die deutsche Bundesregierung.

## Anlass
Die Energiesteuersenkung erfolgte zur finanziellen Entlastung von Bürgern und Wirtschaft, da durch die von der EU verhängten Sanktionen gegen Russland als Reaktion auf den russischen Überfall auf die Ukraine 2022 Kraftstoffpreise erheblich gestiegen waren.
Die Maßnahme war Teil des zweiten Entlastungspakets, auf das sich die Regierungskoalition Ende März 2022 verständigt hatte und zu dem auch das 9-Euro-Ticket gehörte.

## Ausgestaltung
Für Benzin reduziert sich der Energiesteuersatz um 29,55 Cent/Liter von 65,45 Cent/Liter auf 35,9 Cent/Liter.
Für Dieselkraftstoff reduziert sich der Energiesteuersatz um 14,04 Cent/Liter von 47,04 Cent/Liter auf 33 Cent/Liter.
Die Steuermindereinnahmen des dreimonatigen Tankrabatts beziffert der Gesetzentwurf auf 3,15 Milliarden Euro.

## Kritik
Claudia Kemfert vom Deutschen Institut für Wirtschaftsforschung (DIW Berlin) bezeichnete im ZDF den Tankrabatt als „ökonomisch und ökologisch unsinnig, enorm teuer, verschwendetes Steuergeld, sozial ungerecht.“
Von vielen Ökonomen wie Michael Hüther, Marcel Fratzscher, Veronika Grimm, Clemens Fuest, Jens Südekum und Monika Schnitzer wurde der Tankrabatt kritisch beurteilt. Bemängelt wurde unter anderem die fehlende Zielgenauigkeit, die „Umverteilung von unten nach oben“ und der für den Klimaschutz schädliche Fehlanreiz der Vergünstigung fossiler Energieträger.
FAZ-Redakteur Tobias Piller regt in einem Kommentar an, nur zwei Gruppen zu subventionieren: das Güterkraftgewerbe sowie Arbeitnehmer, die schlecht bezahlt werden und weit entfernt von ihrem Arbeitsplatz wohnen. Letztere sind den Finanzämtern namentlich bekannt, weil sie eine Pendlerpauschale für mehr als 20 Kilometer Entfernung erhalten. Ähnlich äußerte sich der Präsident des ifo-Instituts Clemens Fuest, der den Tankrabatt als Steuergeschenk für Wohlhabende beschrieb.
Der Klimaforscher Stefan Rahmstorf plädierte dafür, solche Arbeitnehmer (wie zum Beispiel eine Krankenschwester) nicht mit einem Tankrabatt zu fördern, denn

„durch künstlich billigen Sprit [entsteht] der falsche Anreiz, mehr zu verbrauchen und nicht weniger. Und […] es [ist] bevormundend: Gibt man der Krankenschwester mehr Geld, dann hat sie die Freiheit, selbst zu entscheiden, was sie damit machen möchte: weiter mit dem Diesel pendeln oder ein E-Auto anschaffen oder eine teurere Wohnung nah an ihrem Arbeitsplatz mieten. 
Wer ihr nur billiges Benzin anbietet, nimmt ihr diese Wahlfreiheit.“

Marc Beise, Leiter der Wirtschaftsredaktion der SZ, schrieb in einem Kommentar Mitte Juni 2022, dass der Begriff irreführend sei: In Wirklichkeit erhalten die Mineralölunternehmen drei Monate lang eine Steuersenkung.
Eine Untersuchung von FragDenStaat zeigte 2024, dass das Finanzministerium bei der Konzipierung des Tankrabatts interne Warnungen ignorierte, dass die Maßnahme vor allem Ölkonzerne zugutekommen würden.

## Folgen
Obwohl die Spritpreise Anfang Juni sichtbar nachgaben, wurde debattiert, dass die Steuerentlastung von den Ölkonzernen nicht im gleichen Maße eine Preissenkung für den Endkunden zur Folge habe. Weil die Preise an den Tankstellen weiter stiegen, plante Wirtschaftsminister Habeck, das Kartellrecht dahingehend zu verschärfen, dass auch ohne Verstoß gegen das Wettbewerbsrecht in die Märkte eingegriffen werden kann.
Nachdem erste Erfahrungen mit der Maßnahme gewonnen werden konnten, gaben verschiedene Wissenschaftler die empirischen Ergebnisse bekannt. Der Umfang der Steuerüberwälzung der Steuersenkung wurde vom ifo Institut für Wirtschaftsforschung mit 85 bis 100 Prozent beziffert, Monika Schnitzer gab 89 bis 102 Prozent an und Hans-Jörg Schmerer sprach von fast 100 Prozent.
Auch das RWI bestätigte in einer Studie, dass die Steuervorteile „zu sehr großen Teilen, wenn nicht gar gänzlich an die Verbraucher weitergegeben worden“ seien. Hierzu verglichen die Forscher die Tankstellenpreise in Frankreich und Deutschland. Diese bewegten sich weitgehend parallel, mit der Senkung der Steuern sank der Preis in Deutschland um etwa den Umfang der Steuersenkung.

## Weblink
- Bundesfinanzministerium Entlastungen